# Martin Philippson
Martin Emanuel Philippson, född 27 juni 1846 i Magdeburg, död 2 augusti 1916 i Berlin, var en tysk historiker. Han var son till rabbinen Ludwig Philippson och bror till geografen Alfred Philippson.
Philippson blev 1871 filosofie doktor i Bonn, 1875 extra ordinarie professor i historia vid Bonns universitet och 1878 ordinarie professor vid Bryssels universitet. År 1890 råkade han som universitetets rektor i skarp konflikt med en grupp tyskfientliga studenter, lämnade då sin professur och bosatte sig 1891 i Berlin. 
Philippson var en framstående kännare av senare hälften av 1500-talet och av motreformationens historia samt utgav en mängd skrifter på detta område. Han bidrog även till "Allgemeine Weltgeschichte", utgiven av G. Grote'sche Verlagsbuchhandlung, med en skildring (delarna 7-9) av nyare tidens historia (tre band, 1886-89) och skildrade i Wilhelm Onckens "Allgemeine Geschichte in Einzeldarstellungen" Ludvig XIV:s tidsålder (andra upplagan 1889)